# ヴェズレー・ロートワ
ウェスレイ・ロートア（Wesley Lautoa、1987年8月25日 - ）はフランスの元サッカー選手。現役時代のポジションはMF・DF。

## 経歴
2010年4月26日、CSスダン・アルデンヌと3年契約を結んだ。